# Fulvio Binetti
Fulvio Binetti (Milano, 14 maggio 1966) è un musicista italiano autore, produttore, blogger ed editore online.

## Biografia
Fulvio Binetti intraprende i primi studi musicali all'età di sei anni avvicinandosi alla musica grazie al padre, che suona la chitarra, e al fratello pianista. Dalla chitarra e pianoforte classico passa poi alla chitarra moderna studiando con maestri di fama nazionale come i chitarristi Franco Cerri e Gigi Cifarelli e perfezionando gli studi attraverso seminari e stages con artisti americani e jazzisti di fama internazionale come Pat Metheny, Lee Konitz, John Scofield, Barney Kessel e Jim Hall .
A poco più di vent'anni è sul palco dello storico Capolinea di Milano, dove si esibisce con sue formazioni  e ha modo di collaborare con alcuni tra i migliori musicisti italiani come Max Furian, Marco Vaggi, Marco Brioschi, Tony Arco e molti altri . Come chitarrista collabora anche con vari studi di registrazione e suona in orchestre di programmi tv dirette dai maestri Giuseppe Vessicchio e Fabio Frizzi.
Parallelamente all'attività di musicista, con la sua casa di produzione Bintmusic, compone e produce musica e cd di colonne sonore per etichette discografiche e network radiotelevisivi nazionali e realizza musiche di spot pubblicitari per le maggiori case di produzione televisive e agenzie italiane e internazionali a fianco di registi come Luca Lucini e Ago Panini .
Autore e interprete di canzoni, ha scritto brani per Arianna (cantante) (4ª classificata tra i giovani al Festival di Sanremo 1999), per Valeria Rossi (artista italiana ai primi posto dell'hit parade 2001 con il brano "Tre parole"). Collabora con l'attrice cinematografica e autrice Cecilia Dazzi con la quale scrive canzoni presenti nel cd d'esordio di Micol Barsanti, artista prodotta nel 2007 dalla Soleluna di Lorenzo Jovanotti. Nel 2001 Fulvio ha pubblicato un cd di canzoni dal titolo "Se c'è un'ombra".
Fondatore e direttore della casa di produzione Bintmusic, in veste di editore online dirige il portale bintmusic.it dal 1998. Curatore di un blog di musica e dintorni, è un blogger musicale tra i più attivi della rete e i suoi articoli sono regolarmente letti e condivisi online da migliaia di persone.